# Villa de la Grande-Armée
La villa de la Grande-Armée est une voie du 17e arrondissement de Paris, en France.

## Situation et accès
La villa de la Grande-Armée est située dans le 17e arrondissement de Paris. Elle débute au 8, rue des Acacias et se termine en impasse.

## Origine du nom

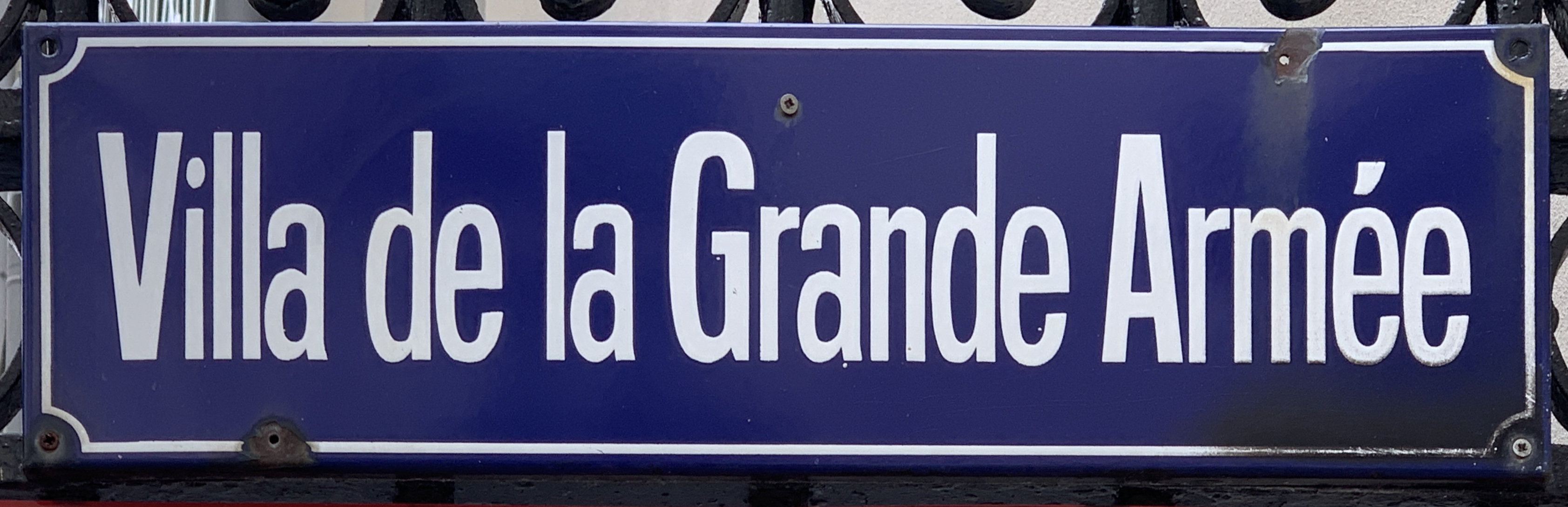
Plaque de la voie.

Elle porte ce nom en l’honneur de la Grande Armée, qui a fait toutes les campagnes du Premier Empire, en raison de sa proximité avec l'avenue éponyme.